# 戸塚警察署 (東京都)
戸塚警察署（とつかけいさつしょ）は、警視庁が管轄する警察署の一つである。第四方面本部所属。
新宿区の西北部と中野区のごく一部を管轄している。
署員数およそ230名、識別章所属表示はPE。

## 所在地
東京都新宿区西早稲田三丁目30番13号
最寄駅：東日本旅客鉄道・東京地下鉄・西武鉄道高田馬場駅
　　　　東京都交通局面影橋・学習院下停留所

## 施設
- 代用監獄（留置場）

## 管轄区域
主に旧淀橋区北部の内、戸塚町及び落合町だった地域を管轄。
新宿区
- 戸塚町一丁目（全域。なお、二・三・四丁目は現存しない）
- 西早稲田一丁目、二丁目（一部を除く）、三丁目（二丁目1番の一部と2番は牛込警察署の管轄）
- 戸山三丁目の一部（21番）（一・二丁目と前記以外の三丁目は牛込警察署の管轄）
- 高田馬場一・二・三・四丁目（全域）
- 百人町四丁目（一・二・三丁目は新宿警察署の管轄）
- 下落合一・二・三・四丁目（全域）
- 上落合一丁目（一部を除く）、二・三丁目（上落合一丁目30番は中野警察署の管轄）
- 西落合一・二・三・四丁目（全域）
- 中落合一・二・三・四丁目（全域）
- 中井一・二丁目（全域）

中野区
- 東中野五丁目（30番：都営バス小滝橋営業所敷地内。それ以外の東中野は中野警察署の管轄）

## 沿革・歴史
- 1923年（大正12年）4月1日 - 淀橋警察署戸塚分署開設。
- 1925年（大正14年）10月1日 - 戸塚警察署に昇格。
- 1928年（昭和3年）9月10日 - 下落合交番勤務の巡査が職務質問中に射殺される（ピストル一平事件）[1]。
- 1969年（昭和44年）10月21日 - 国際反戦デーに参加していた学生らが暴徒化。警察署を標的に投石や火炎瓶の投擲が行われる[2]。
- 1998年（平成10年） - 現庁舎が完成。

## 組織
- 警務課
- 交通課
- 警備課
- 地域課
- 刑事組織犯罪対策課
- 生活安全課

## 交番
- 上落合交番（新宿区上落合三丁目4番10号）
- 下落合駅前交番（新宿区中落合二丁目8番14号）
- 高田馬場駅前交番（新宿区高田馬場一丁目35番3号）
- 戸塚一丁目交番（新宿区西早稲田一丁目23番8号）
- 中落合交番（新宿区西落合一丁目2番11号）
- 西落合交番（新宿区西落合一丁目26番10号）

### 廃止された交番
- 下落合交番 - 2007年に地域安全センターとなったが2009年に廃止。

## 駐在所
- 下落合三丁目駐在所（新宿区下落合三丁目3番3号）